# John Hartford
John Cowan Hartford (Nueva York, 30 de diciembre de 1937 - Nashville, 4 de junio de 2001) fue un compositor y músico estadounidense de folk, country y bluegrass conocido por su dominio del violín y el banjo, así como por sus ingeniosas letras. Su canción más exitosa fue "Gentle on My Mind", popularizada por Glen Campbell, que consiguió cuatro premios Grammy, dos para Hartford por la composición y dos para Campbell por la interpretación.

## Biografía
Harford, que más tarde cambió su nombre a Hartford a instancias de Chet Atkins, nació el 30 de diciembre de 1937 en la ciudad de Nueva York. Pasó su infancia en San Luis (Misuri), donde, desde muy joven, entró en contacto con el movimiento cultural generado alrededor del el Río Misisipi, cuya influencia dio forma a gran parte de su carrera musical. 
Sus primeras influencias musicales provinieron de las transmisiones del programa radiofónico Grand Ole Opry e incluyeron a Earl Scruggs, inventor del estilo bluegrass de tres dedos para tocar el banjo. Hartford decía a menudo que la primera vez que escuchó a Scruggs tocar el banjo, cambió su vida. A los 13 años, Hartford tocaba el violín y el banjo, y pronto aprendió a tocar la guitarra y la mandolina. Actuó con su primera banda de bluegrass mientras asistía a la escuela secundaria. Tras finalizar sus estudios se matriculó en la Universidad de Washington en St. Louis, donde completó cuatro años de un programa de artes comerciales. Se sumergió en la escena musical local, trabajando como DJ, tocando en bandas y ocasionalmente grabando sencillos para sellos locales. En 1965, se mudó a Nashville (Tennessee), el centro de la industria de la música country y al año siguiente firmó un contrato discográfico con la compañía RCA Victor, con la que produjo su primer álbum, Looks at Life.
En 1967, el segundo álbum de Hartford, Earthwords & Music, generó su primer gran éxito como compositor, "Gentle on My Mind". Su grabación tuvo un éxito modesto, pero llamó la atención de Glen Campbell, quien grabó su propia versión, lo que le dio a la canción una difusión mucho más amplia. En los Grammy de 1968, la canción obtuvo cuatro premios, dos de los cuales fueron para Hartford. Se convirtió en una de las canciones country más grabadas de todos los tiempos y las regalías que generó permitieron a Hartford una gran independencia financiera.
A medida que su popularidad creció, se mudó a la Costa Oeste, donde se convirtió en un habitual del programa de televisión Smothers Brothers Comedy Hour. Colaboró en grabaciones con varios artistas importantes del país y también participó regularmente en The Glen Campbell Goodtime Hour y The Johnny Cash Show.
Hartford grabó cuatro álbumes más para RCA de 1968 a 1970: The Love Album, Housing Project, John Hartford e Iron Mountain Depot. En 1971, se firmó con Warner Bros. Records, donde se le dio más libertad para grabar en su estilo no tradicional, al frente de una banda que incluía a Vassar Clements, Tut Taylor y Norman Blake. Grabó varios álbumes que marcaron la pauta de su carrera posterior, incluidos Aereo-Plain y Morning Bugle.
Se cambió al sello Flying Fish varios años después y continuó experimentando con estilos country y bluegrass no tradicionales. Entre sus grabaciones se encuentran dos álbumes en 1977 y 1980 con Doug y Rodney Dillard de The Dillards, con Sam Bush como músico de respaldo y presentando una diversidad de canciones que incluían "Boogie On Reggae Woman" y "Yakety Yak". [8] Hartford cambió de sello discográfico varias veces más durante su carrera. En 1991 inauguró su propio sello; Small Dog a'Barkin'. Más tarde, en la década de 1990, cambió nuevamente a Rounder Records. Grabó una serie de discos idiosincrásicos en Rounder, muchos de los cuales recordaban formas anteriores de música folk y country. Entre ellos estaba el álbum de 1999 Retrograss, grabado con Mike Seeger y David Grisman, con versiones bluegrass de "(Sittin' On) The Dock of the Bay", "Maybellene", "When I'm Sixty-Four" y "Maggie's Farm".
Grabó varias canciones para la banda sonora de la película O Brother, Where Art Thou?, ganando otro Grammy por su actuación. En 2000, realizó una gira de despedida. Mientras actuaba en Texas en abril, descubrió que ya no podía controlar sus manos debido a un linfoma no Hodgkin, que le había sido diagnosticado años antes y que acabó con su vida dos meses después.
Hartford falleció en el Centennial Medical Center en Nashville, el 4 de junio de 2001, a los 63 años. Recibió una estrella en el Paseo de la Fama de St. Louis en honor a su trabajo. También recibió un premio póstumo de presidente de la Asociación de Música Americana en septiembre de 2005. El festival anual John Hartford Memorial se lleva a cabo en el Bill Monroe Music Park & Campground, cerca de Beanblossom (Indiana).

## Discografía

### Álbumes de estudio
- 1967 - Looks at Life (RCA)
- 1967 - Earthwords & Music (RCA)
- 1968 - The Love Album (RCA)
- 1968 - Housing Project (RCA)
- 1968 - Gentle On My Mind and Other Originals (RCA)
- 1969 - John Hartford (RCA)
- 1970 - Iron Mountain Depot (RCA)
- 1971 - Aereo-Plain (Warner Bros.)
- 1972 - Morning Bugle (Warner Bros.)
- 1976 - Nobody Knows What You Do (Flying Fish Records)
- 1976 - Mark Twang (Flying Fish Records)
- 1977 - All in the Name of Love (Flying Fish Records)
- 1978 - Headin' Down Into the Mystery Below (Flying Fish Records)
- 1979 - Slumberin' on the Cumberland (Flying Fish Records)
- 1981 - You and Me at Home (Flying Fish Records)
- 1981 - Catalogue (Flying Fish Records)
- 1984 - Gum Tree Canoe (Flying Fish Records)
- 1986 - Annual Waltz (Rounder)
- 1989 - Down on the River (Flying Fish)
- 1991 - Cadillac Rag]] (Small Dog A-Barkin')
- 1992 - Goin' Back to Dixie (Small Dog A-Barkin')
- 1994 - The Walls We Bounce Off Of (Small Dog A-Barkin')
- 1996 - No End of Love (Small Dog A-Barkin')
- 1996 - Wild Hog in the Red Brush (Rounder)
- 1998 - The Speed of the Old Long Bow (Rounder)
- 2002 - Steam Powered Aereo-Takes (Rounder)

### Álbumes en directo
- 1994 - Old Sport (Small Dog A-Barkin')
- 1995 - Live at College Station Pennsylvania (Small Dog A-Barkin')
- 2000 - Live from Mountain Stage (Blue Plate Records)

### Recopilatorios
- 1982 - Me Oh My, How the Time Does Fly: A John Hartford Anthology (Flying Fish Records)
- 1987 - A John Hartford Collection (Flying Fish Records)
- 2001 - RCA Country Legends: John Hartford (Buddha)
- 2002 - Natural to Be Gone 1967–1970 (Raven Records)
- 2002 - John Hartford/Iron Mountain Depot/Radio John (Camden Deluxe)
- 2002 - Looks at Life/Earthwords & Music (Camden Deluxe)
- 2004 - Love Album/Housing Project (Camden Deluxe)
- 2009 - Good'le Days: Essential Recordings (Rounder)